# Sicules (Bucovine)
Pour les articles homonymes, voir Sicule.

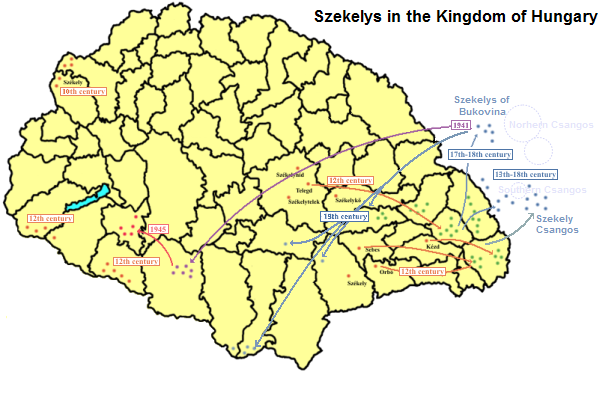
Présence des Sicules en Hongrie

Les Sicules de Bucovine (hongrois : Bukovinai székelyek ; roumain : Secuii bucovineni) ou Hongrois de Bucovine sont une minorité ethnique magyarophone qui s'est installée en Bucovine durant la période où cette partie de la Moldavie est devenue autrichienne, entre 1775 et 1918. Ainsi se sont formés des foyers magyars catholiques dans ce territoire moldave roumanophone et orthodoxe. Déplacés à l'époque austro-hongroise, leurs descendants vivent aujourd'hui dans les comtés de Tolna et Baranya en Hongrie et en Voïvodine serbe.
Ethniquement, la population de ces colonies magyares se composait principalement de Sicules de Transylvanie, et de Csángós : des magyars peuplant auparavant le ținut de Bacău en Moldavie occidentale.

## Histoire

### La colonisation
La colonisation hongroise de la Bucovine débute entre 1776 et 1777 et connaît son apogée entre 1785 et 1786. Leurs villages sont alors principalement voués au maraîchage et à l'élevage, et bénéficient de la prospérité de la ville-marché de Rădăuți, dont la proximité leur permet de vendre les produits de leur terre à bon prix.
Durant la deuxième moitié du XVIIIe siècle, des groupes importants de Sicules de Transylvanie émigrent en Bucovine, où ils fondent de nouveaux villages en gardant leur culture et leurs traditions populaires. La cause de cette émigration est la réorganisation des confins militaires de l'Empire austro-hongrois, qui menace les anciens privilèges et droits des Sicules. Les Sicules ont alors protesté contre les conscriptions forcées, mais leur rassemblement à Siculeni/Mádéfalva est dispersé par l'armée autrichienne le 7 janvier 1764. Dans ce massacre, plus de 400 Sicules trouvent la mort. Environ un millier de Sicules émigrent alors dans la Bucovine voisine, qui est à ce moment (depuis 1359) une région de la Moldavie.
Quand la Bucovine passe sous contrôle autrichien en 1775, une nouvelle vague de migration commence. En 1776, une centaine de familles sicules s'installe dans ce territoire. En 1784 et en 1786, plus de deux cents familles arrivent avec le soutien de l'empereur Joseph et du comte András Hadik, gouverneur du grand-duché de Transylvanie.

### L'émigration
En 1880, on dénombre 9 387 Magyars, en 1890, 8 136, en 1910, 10 391, en 1930, 11 860. C'est ainsi l'une des rares populations allogènes, avec les Juifs de Bucovine à ne pas voir son nombre diminuer entre 1910 et 1930.
Le départ d'un grand nombre de Magyars de Bucovine (13,32 %) s'explique d'une part par la relative pauvreté et la faible taille des parcelles agricoles en Bucovine rurale, montagnarde et forestière, région froide et humide, et d'autre part par un certain nombre d'opportunités qui se sont présentées à cette population dans les années 1880-1890 pour reprendre une colonisation hongroise dans des territoires de plaine ouverte ou de plateaux vallonnés de la Cisleithanie (Royaume de Hongrie), dans le cadre de la monarchie austro-hongroise.
Le fait que la Bucovine ait été attribuée à l'Autriche et non à la Hongrie dans le cadre de cette « double-monarchie », pousse alors un certain nombre de responsables hongrois de l'époque à vouloir rapatrier la minorité hongroise pour concentrer son effort de colonisation sur la Transylvanie et la Voïvodine. Le gouvernement de Hongrie ré-installe ainsi 4 000 d'entre eux en 1883 dans le Banat. D'autres familles sicules émigrent au Canada, au Brésil ou dans d'autres villes transylvaines.
En 1918, la Bucovine vote son rattachement à la Roumanie, et les Sicules attendent alors, vainement, l'aide et une solution à leur problèmes financiers de la part de la « mère patrie » hongroise. Après que la Hongrie ait occupé en 1941 le district de Bacska arraché à la Yougoslavie, une magyarisation forcée y commence. Les Sicules bucoviniens sont envoyés pour renforcer les rangs de la communauté hongroise locale. Une partie de cette communauté de 13 200 personnes quitte alors la Roumanie.
Le 6 avril 1941, on recense 9 132 Magyars, c'est-à-dire une diminution de 23 % de la population magyare par rapport à 1930. L'essentiel de la population magyare encore présente en Bucovine part dans les mois qui suivent, selon le traité entre les états hongrois et roumain : ils perdent leur citoyenneté et leurs propriétés roumaines (données à des Roumains expulsés de Transylvanie du nord par le gouvernement Horthy), pour recevoir en échange des maisons et terrains (confisqués par ce même gouvernement aux Serbes) dans le sud de la Bacska. En réalisant une projection de l'évolution démographique de cette minorité, on peut penser qu'elle aurait dû atteindre 12 594 individus en 1940, ce qui signifie qu'entre 1930 et 1940 la minorité magyare a perdu 38 % de sa population.
Le 8 octobre 1944, la Hongrie évacue le territoire de la Bacska repris par les partisans yougoslaves et par l'Armée rouge, et les Sicules fuient en Transdanubie. Ils perdent à nouveau leurs biens et deviennent des émigrants apatrides. En 1945-46, les Sicules sont ré-installés, la plupart dans des villages du comitat de Tolna, dont les habitants allemands avaient été expulsés par l'Armée rouge. 
En 1977, la communauté sicule de Bucovine roumaine comptait 551 personnes et plus aucune en Bukovine ukrainienne. En 1992, elle comptait 505 personnes en Roumanie, soit une diminution de 8,3 % de cette communauté hongroise entre 1977 et 1992.